# This Picture
This Picture este cel de-al șaptesprezecelea single al trupei de rock alternativ Placebo, lansat pe 16 iunie 2003, și cel de-al doilea single de pe cel de-al patrulea album al trupei, Sleeping With Ghosts. A atins locul 23 în Marea Britanie.
Cântecul „Soulmates”, care apare pe CD, este varianta piesei „Sleeping With Ghosts” apropiată de performanțele live ale trupei.„Where Is My Mind?” și „Jackie” sunt cover-uri după The Pixies, respectiv Sinead O'Connor.

## Lista melodiilor

### CD
1. „This Picture”
2. „Soulmates”
3. „Where Is My Mind?” (XFM live version)

### Australia
1. „This Picture” - 3:36
2. „Soulmates” -3:23

Coperta ediţiei DVD a single-ului „This Picture”

3. „Where Is My Mind?” (XFM live version) - 3:56
4. „Daddy Cool” (Boney M) - 3:21
5. „Teenage Angst” (piano version) - 3:34

### 7"
1. „This Picture”
2. „Where Is My Mind?” (XFM live version)

### DVD
- „This Picture” (video)
- Interview Footage
- „This Picture” (Acoustic version recorded by RTL2 France)
- „Jackie” - audio track

## Despre versuri
„This Picture” este povestea unei relații sado-masochiste, expresia ashtray girl făcând aluzie la o femeie care își folosește partenerul drept „scrumieră” (atât la propriu, în sensul că stinge țigara pe el - joc sado-maso, cât și la figurat, în sensul că îl desconsideră, folsindu-l drept un obiect ce îi aparține de drept). Versul „of cigarrete burns on my chest” face referire la un fetiș de-al lui James Dean. Brian Molko explică: „E vorba despre cineva ce scapă dintr-o relație ce-i distruge personalitatea. Amintește de fetișul lui James Dean de a i se stinge țigări pe piept în timpul sexului, numai că aici sunt stinse pe al meu.” Piesa are și o variantă slow, în „stilul R.E.M.”, după cuvintele lui Molko.

## Despre videoclip
Al șaselea videoclip în regia lui Howard Greenhalgh, „This Picture” a fost filmat în timpul turneului european susținut de trupă în 2003. Este un videoclip care vorbește despre pierderea identității - în paralel cu formația, care interpretează piesa, pot fi urmărite cadre filmate în Londra, cadre în care apar diverse reclame la o marcă fictivă, Mancuso (inventată de Greenhalgh). Femeile care populează reclamele au trăsăturile încețoșate. La un moment dat, una câte una, ele coboară din panourile publicitare și se îndreaptă către locul unde Placebo cântă. Se opresc în fața celor trei - iar Molko trece un aparat prin fața uneia dintre ele, dezvăluindu-i trăsăturile (femeia cu pricina este actrița italiană Asia Argento, cu care Molko colaborase în 2002 la proiectul muzical al lui Dimitri Tikovoi, Trash Palace).
Referitor la finalul acestui videoclip, Brian comenta pe DVD-ul Once More With Feeling: „Cum ar fi să intri într-o sală de concert pentru a cânta și să îți dai seama că audiența e formată numai din oameni cu care te-ai culcat...?”

## Poziții în topuri
- 23 (Marea Britanie)
- 63 (Franța)
- 75 (Germania)